# Nelly Banco
Nelly Banco (* 17. Februar 1986 in Châtenay-Malabry) ist eine ehemalige französische Leichtathletin, die sich auf Sprint spezialisiert hat. Ihren größten Erfolg feierte sie mit dem Gewinn der Silbermedaille mit der französischen 4-mal-100-Meter-Staffel bei den Europameisterschaften 2010 in Barcelona.

## Sportliche Laufbahn
Erste internationale Erfahrungen sammelte Nelly Banco beim Europäischen Olympischen Jugendfestival (EYOF) 2003 in Paris, bei dem sie in 12,14 s den siebten Platz im 100-Meter-Lauf belegte. Im Jahr darauf schied sie bei den Juniorenweltmeisterschaften in Grosseto mit 24,16 s im Halbfinale über 200 Meter aus und gewann mit der französischen 4-mal-100-Meter-Staffel in 43,68 s die Bronzemedaille. 2005 kam sie bei den Junioreneuropameisterschaften in Kaunas mit 24,48 s nicht über die Vorrunde im 200-Meter-Lauf hinaus und gewann mit der Staffel in 44,79 s die Bronzemedaille. 2007 gewann sie bei den U23-Europameisterschaften in Debrecen in 23,36 s die Silbermedaille über 200 Meter hinter der Russin Julija Tschermoschanskaja und belegte im Staffelbewerb in 44,34 s den sechsten Platz. 2009 belegte sie bei den Mittelmeerspielen in Pescara in 23,83 s den vierten Platz über 200 Meter und siegte in 43,79 s in der 4-mal-100-Meter-Staffel. Im Jahr darauf verhalf sie der Staffel bei den Europameisterschaften in Barcelona zum Finaleinzug und trug somit zum Gewinn der Silbermedaille bei. 2012 beendete sie dann ihre aktive sportliche Karriere im Alter von 26 Jahren.

## Persönliche Bestleistungen
- 100 Meter: 11,57 s (+0,7 m/s), 30. Juni 2012 in Amiens
  - 60 Meter (Halle): 7,46 s, 18. Februar 2012 in Val-de-Reuil
- 200 Meter: 22,98 s (+0,9 m/s), 10. Juli 2012 in Sotteville-lès-Rouen